# Poncitlán, Poncitlán
Poncitlán är en ort i Mexiko.   Den ligger i kommunen Poncitlán och delstaten Jalisco, i den centrala delen av landet, 400 km väster om huvudstaden Mexico City. Poncitlán ligger 1 534 meter över havet och antalet invånare är 13 069.
Terrängen runt Poncitlán är kuperad åt sydost, men åt nordväst är den platt. Runt Poncitlán är det ganska tätbefolkat, med 239 invånare per kvadratkilometer. Närmaste större samhälle är Ocotlán, 16,0 km öster om Poncitlán. Trakten runt Poncitlán består till största delen av jordbruksmark.